# Galterö
Galterö  är en obebodd ö i Styrsö socken i Västergötland väster  om Brännö i Göteborgs södra skärgård. Den är 120 hektar stor. Större delen av ön är sedan 2015 del av ett naturreservat med samma namn, medan Galterö huvud längst i väster är militärt område. 
På ön finns ett par sommarstugor. I övrigt betar en mängd får på ön, som är häckningplats för en mängd fåglar. Mellan Galterö och Brännö finns sedan 2011 en gångbro i sten, benämnd Türks bro.

## Beskrivning
Galterö är till formen avlångt trekantig, med spetsen i väster. Den skiljs från Brännö genom Galterösund, som i sin smalaste del är mindre än tio meter brett. Söder om Galterö löper Kulmesund, med Stora Stårholmen och andra mindre öar och skär söder därom. Kulmesund är mycket grunt och kan lätt vadas över.
Ön består framför allt av ängs- och hedmark med bergspartier och våtmarker. Ön är obebodd med undantag av ett par sommarstugor på den östra delen av ön. Man kan promenera över från Brännö via en bro, och sommartid används ön både för utomhusbad, fågelskådning  samt studier av insekter och växter. Galterö har fler större eller mindre sandstränder.
Galterö huvud är den västra spetsen av ön och ingår i Göteborgs skärgårdsskjutfält, som totalt omfattar 216 hektar och omfattar Galterö, Stora Stårholmen, Lilla Rävholmen, Stora Rävholmen samt fastigheten Knappen på Donsö. Fortifikationsverket äger eller arrenderar markområdena.

### Naturreservat, fauna och flora
Större delen av Galterö är sedan år 2015 naturreservat. Reservatet omfattar totalt 651 hektar, bestående av land och hav. Galterö huvud – den västligaste udden – ägs av Försvarsmakten och undantaget från reservatet.
Naturreservatet inkluderar även grundområden runt ön som är viktiga yngelområden för bland annat torskfiskar, nakensnäckor och kräftdjur. Grundområdena inkluderar bottnar med vegetation typ ålgräs eller tång, samt vegetationslösa, sandiga eller leriga bottnar mer besökta av plattfiskar. På de djupare bottnarna förekommer hummer. Bland tångsortena finns både blåstång och knöltång.
På eller runt ön fågellokal för både rastande och häckande fåglar, med sina långgrunda stränder är den en av de bättre vadarlokalerna i Göteborgsområdet. Bland annat är det grunda Kulmesund söder om Galterö välbesökt av vadarfåglar. De häckande fågelarterna inkluderar rödbena, större strandpipare och tornfalk.
Mitt på Galterö ligger ett vidsträckt dynområde, med en lagun innanför en inneslutande landtunga, hällmarker samt en mängd mindre gräs- och rishedar, fukt- och saltängar täcker större delen av ön. Den långa betestraditionen på ön har skapat en rik och hävdgynnad växtflora, inklusive ett stort antal sällsynta arter.

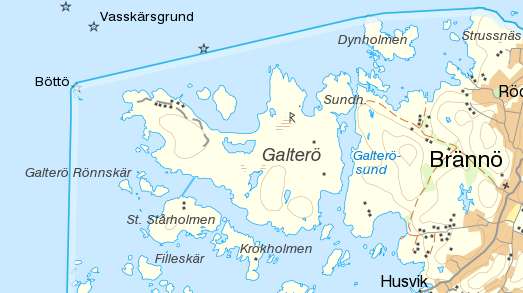
Karta över Galterö med omgivningar.

## Vägar
Vandrande eller mindre fordon kan ta sig från centrala Brännö till Galterö via en nyanlagd grusväg.
Från Brännö Rödsten följer man Rödstensvägen/Husviksvägen rakt fram knappt en kilometer och tar höger in på Galterövägen. Där Galterövägen tar slut leder trappor ned till bron till Galterö. Brännö Rödsten trafikeras av Styrsöbolaget.

## Historia
Galterö har historiskt fungerat som utmarksbete för Brännöbornas får. Även på 2000-talet bedrivs fårskötsel på Brännö i kombination med fårbete hela eller delar av året på Galterö. På ön finns gott om kulturlämningar, och runt ön finns en stor mängd "tomtningar" – resta efter tillfälliga bosättningar.
9 juni 2016 härjade en stor brand på delar av Galterö. Röken från branden syntes i stora dela av skärgården.

### Förbindelsen med Brännö
I minst 150 år har en stenbank i Galterösunds grundaste del bundit samman Brännö och Galterö. På den har man kunnat ta sig torrskodd över till Galterö, bland annat för att kunna ta dit och släppa får på bete på ön. Hösten 2010 röjdes den gamla stenbanken bort och en stenbro för gående byggdes. Bron heter "Türks bro", efter initiativtagaren till projektet, Thomas Türk, som själv vuxit upp på Brännö.
I samband med brobygget och avlägsnandet av stenbanken skapades också en kanotled genom Galterösund.

## Bildgalleri

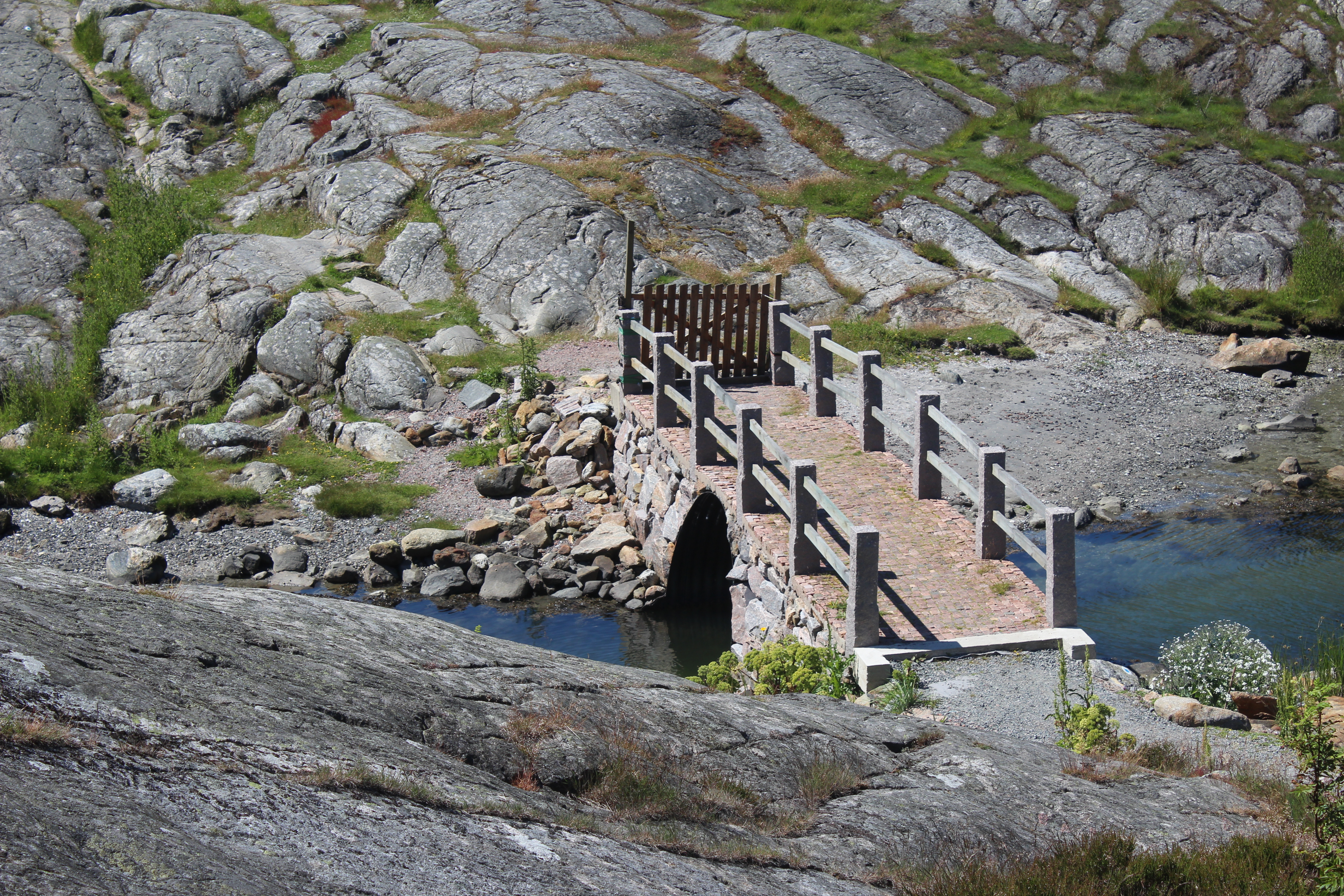
"Türks bro", mellan Brännö och Galterö.
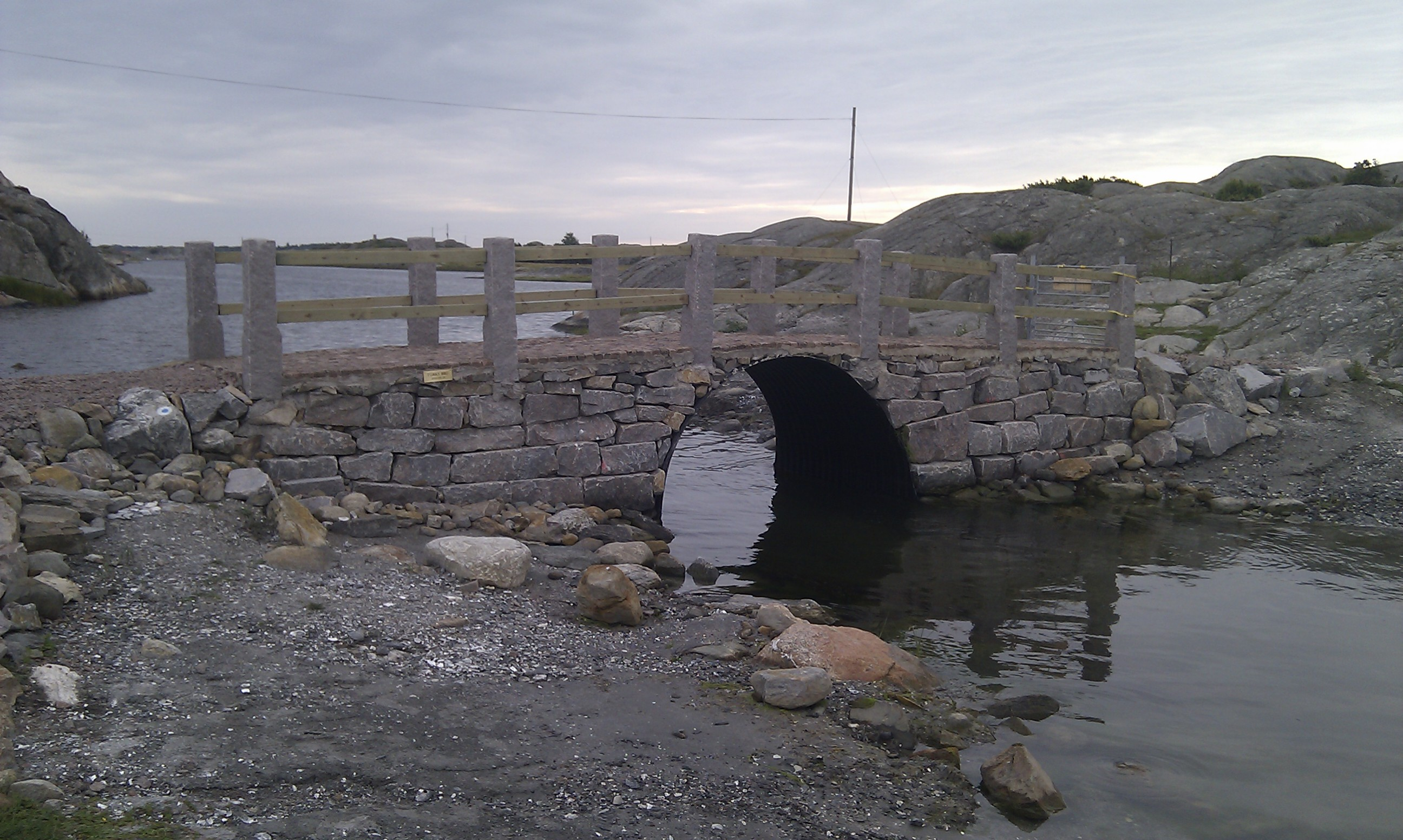
"Türks bro" invigdes i maj 2011.
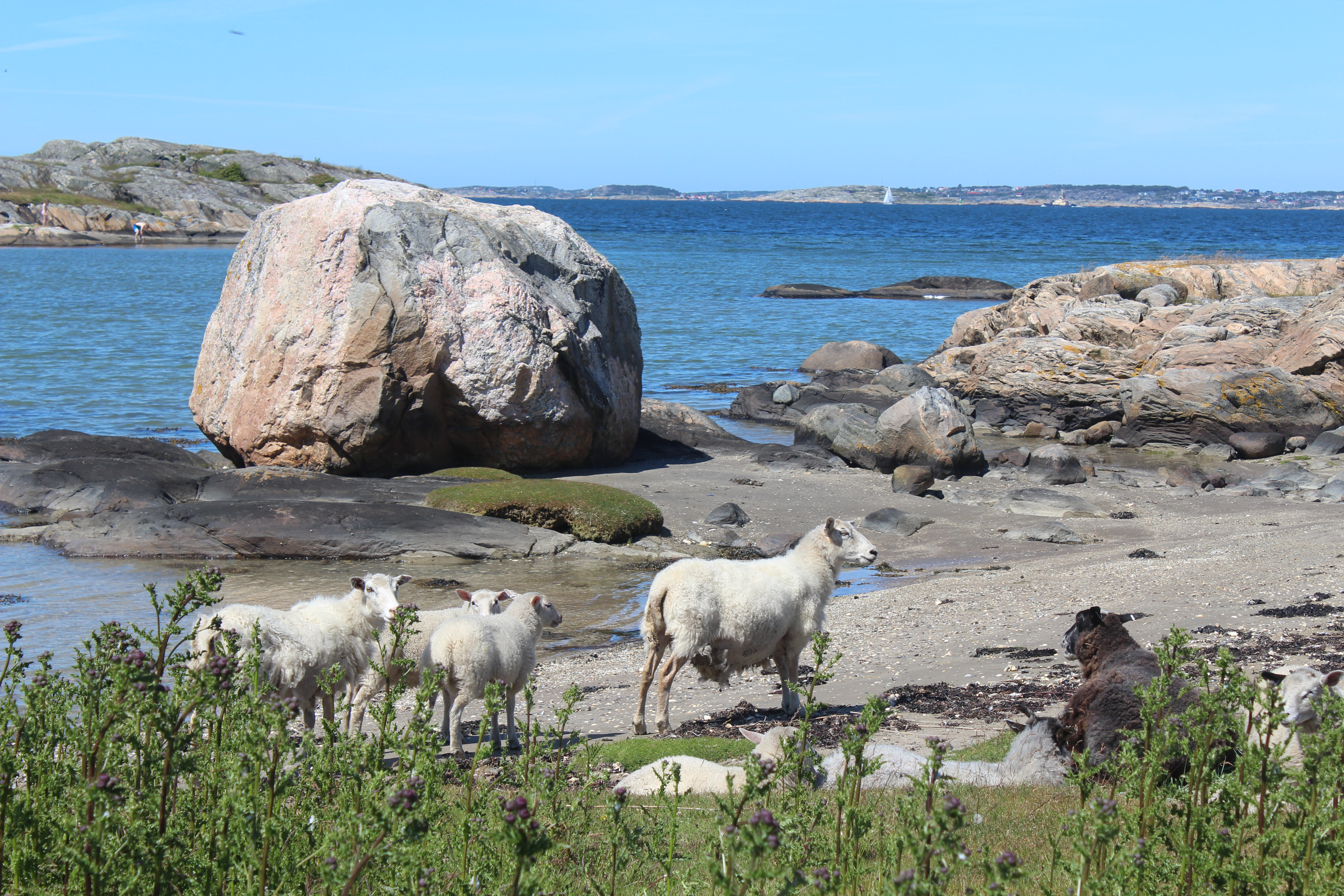
Får på Galterö.
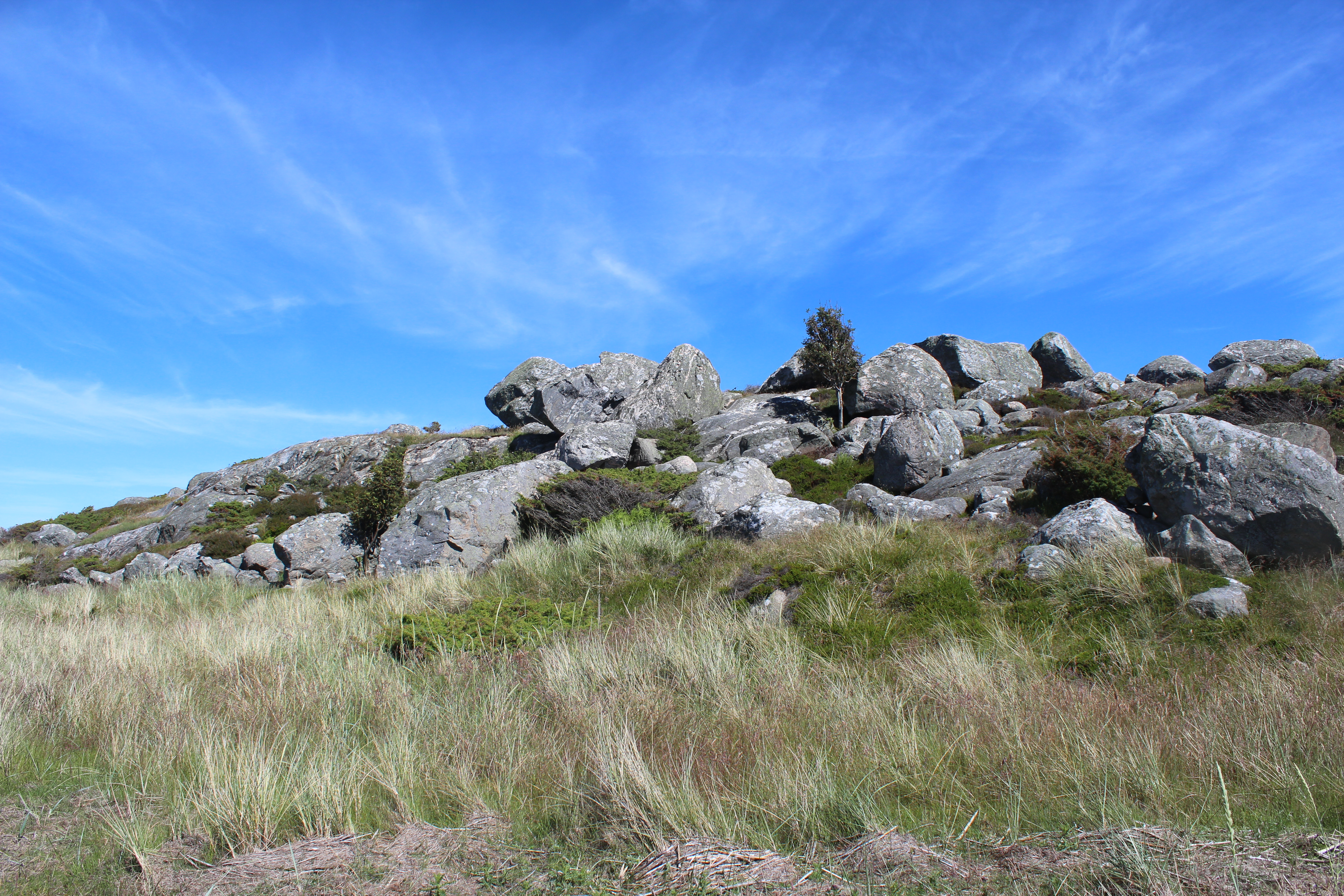
Klippa på Galterö.
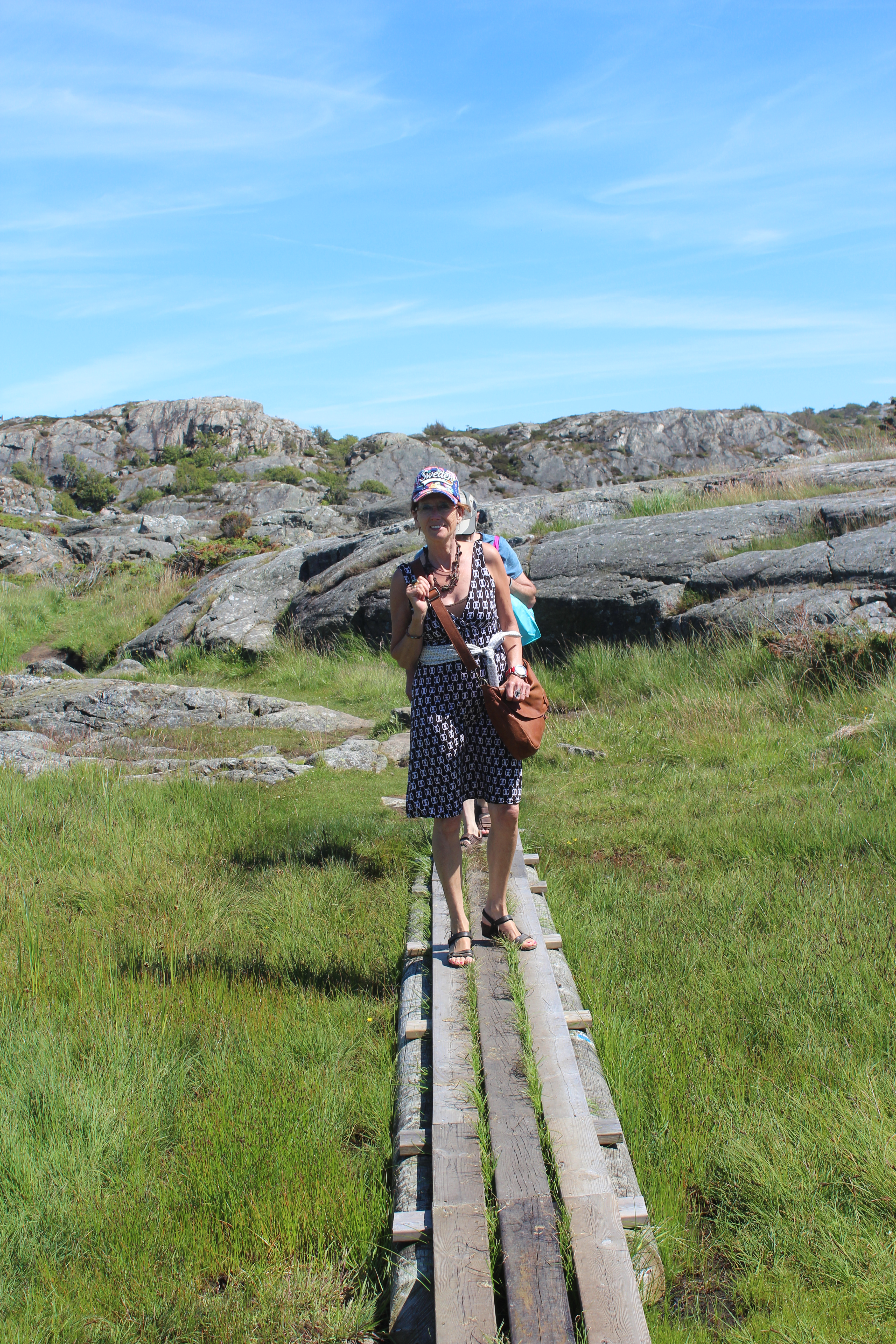
Spång på Galterö.